# Helmvanga
De  helmvanga (Euryceros prevostii) is een opvallend gekleurde vogel uit de familie vanga's (Vangidae), een familie  van zangvogels die alleen op Madagaskar voorkomt. De vogel werd in 1831 door de Franse natuuronderzoeker René-Primevère Lesson geldig beschreven.

## Kenmerken
De helmvanga is vrij groot, 28 tot 31 cm lang. Meest opvallend is de zware snavel: 5 cm lang, helderblauw van kleur met een zwarte punt. De vogel is donkerblauw gekleurd op de kop, hals, keel, borst en buik en op de vleugelpennen en de staart. Verder is de vogel roodbruin van boven en voor een groot deel op de vleugels. De lange brede staart is van onder zwart en roodbruin van boven. Het mannetje en het vrouwtje verschillen onderling niet in verenkleed.

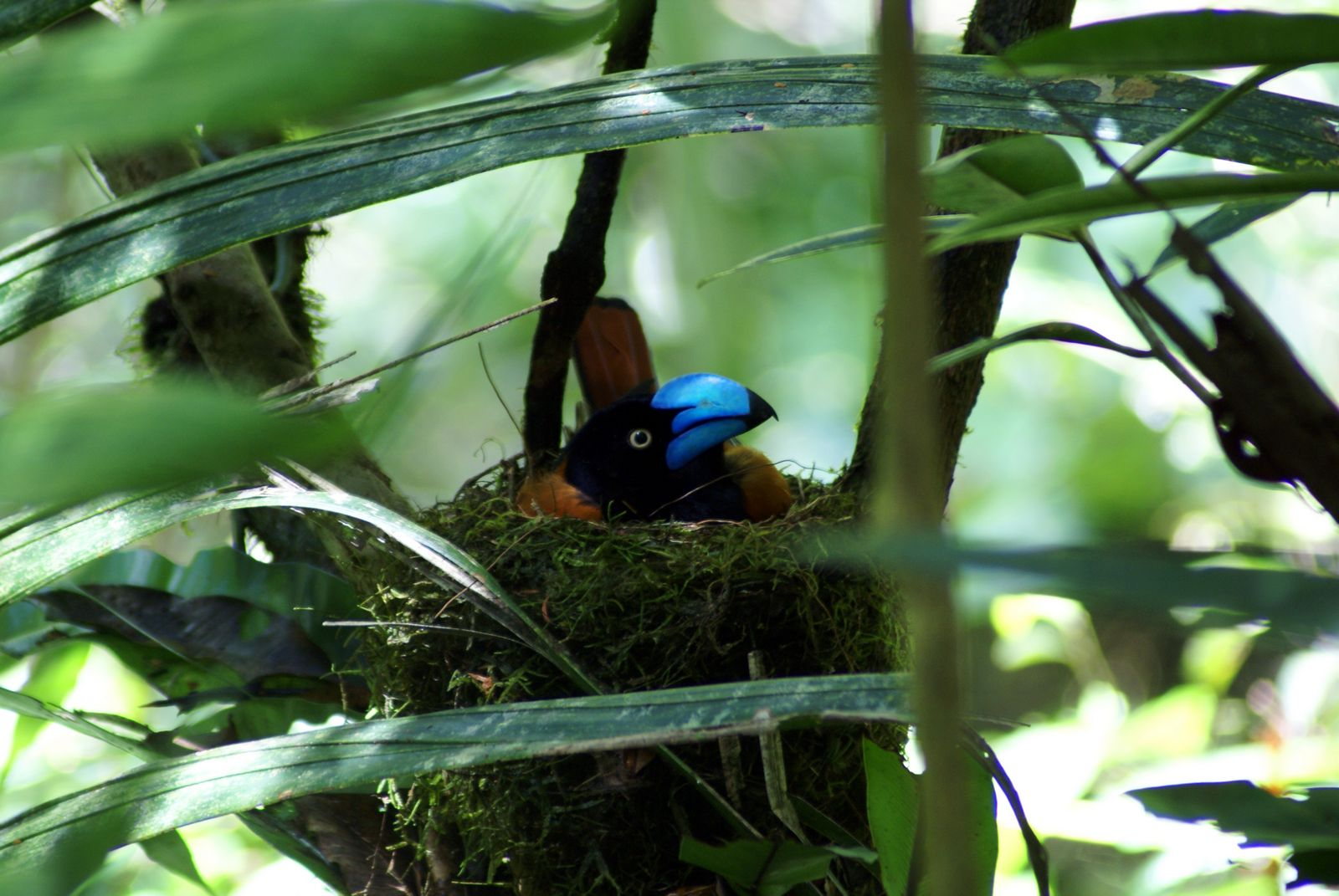
Helmvanga op het nest
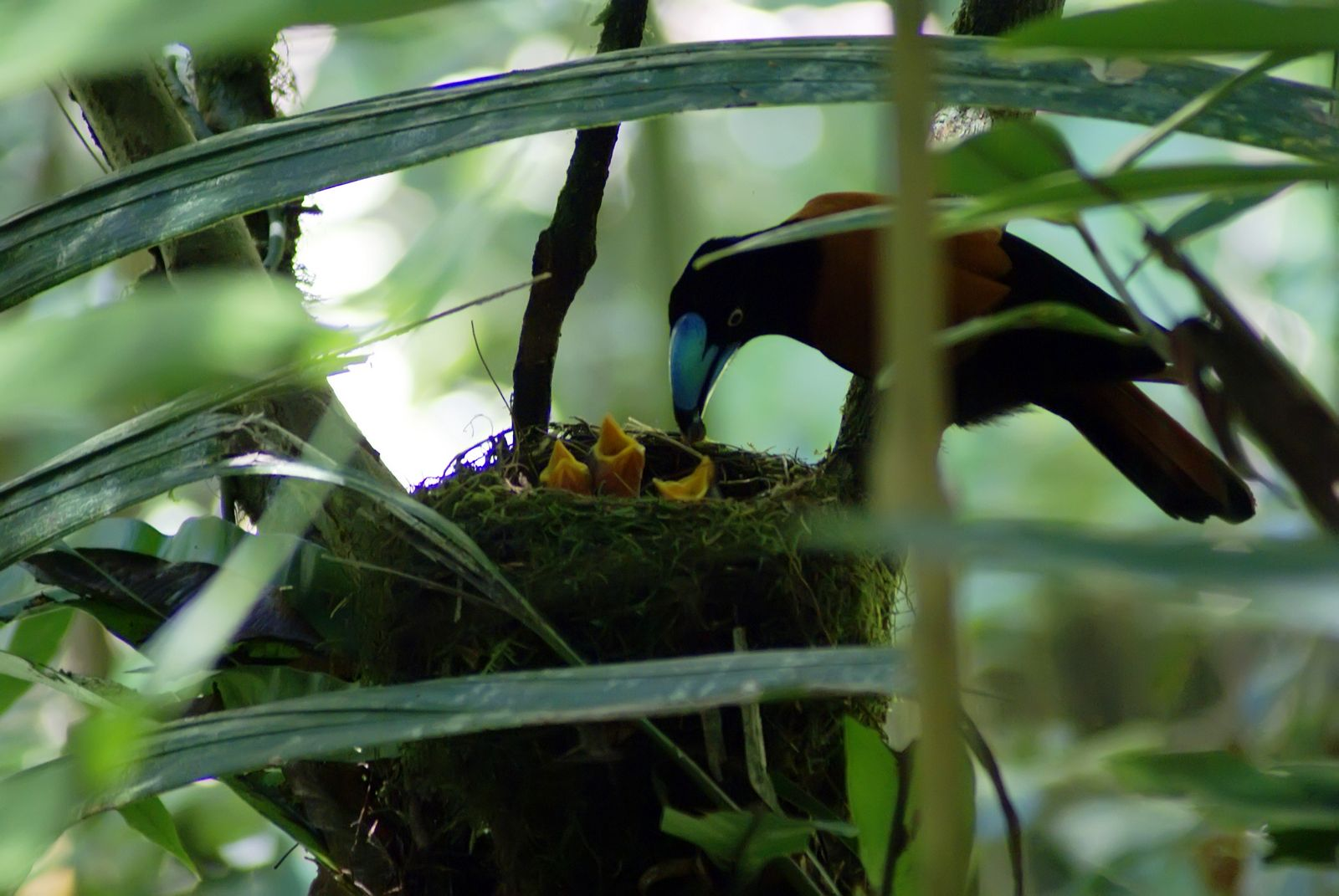
Bij het nest met drie jongen

## Verspreiding en leefgebied
De helmvanga komt voor in het noordoosten van Madagaskar in laaglandbos en de onderste regionen van regenbossen op berghellingen.

## Status
De vogel is gebonden aan regenwoud en wordt daarom bedreigd door houtkap en het in cultuur brengen van bossen. Daarom werd de vogel in 2000 als kwetsbaar op de Rode Lijst van de IUCN gezet. Die ontbossing blijft maar door gaan en daarom staat de vogel sinds 2018 als bedreigd op die lijst en is dan bijna uitsluitend te zien in natuurparken.